# Kính thuốc

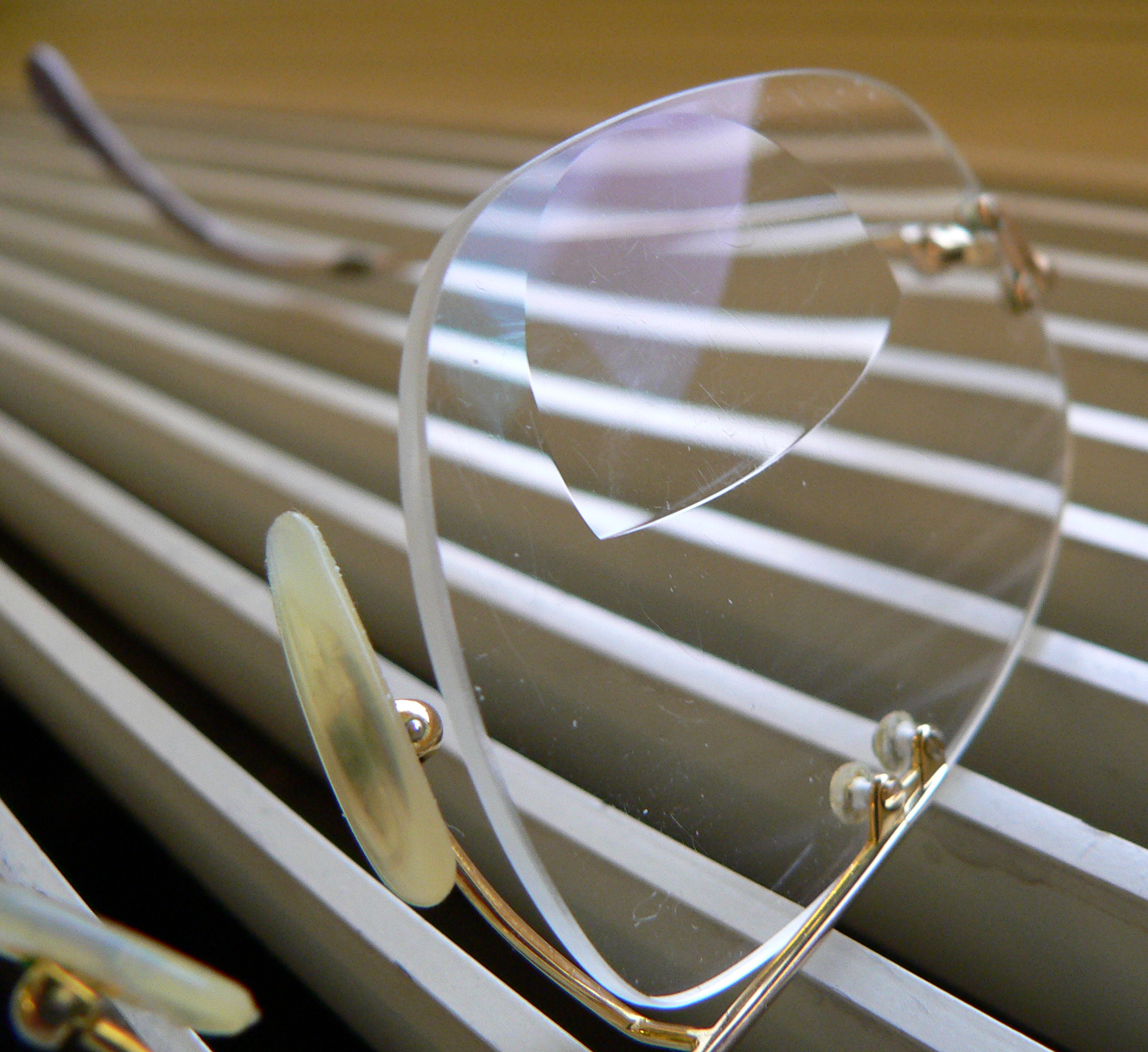
Một thấu kính thuốc 2 tròng

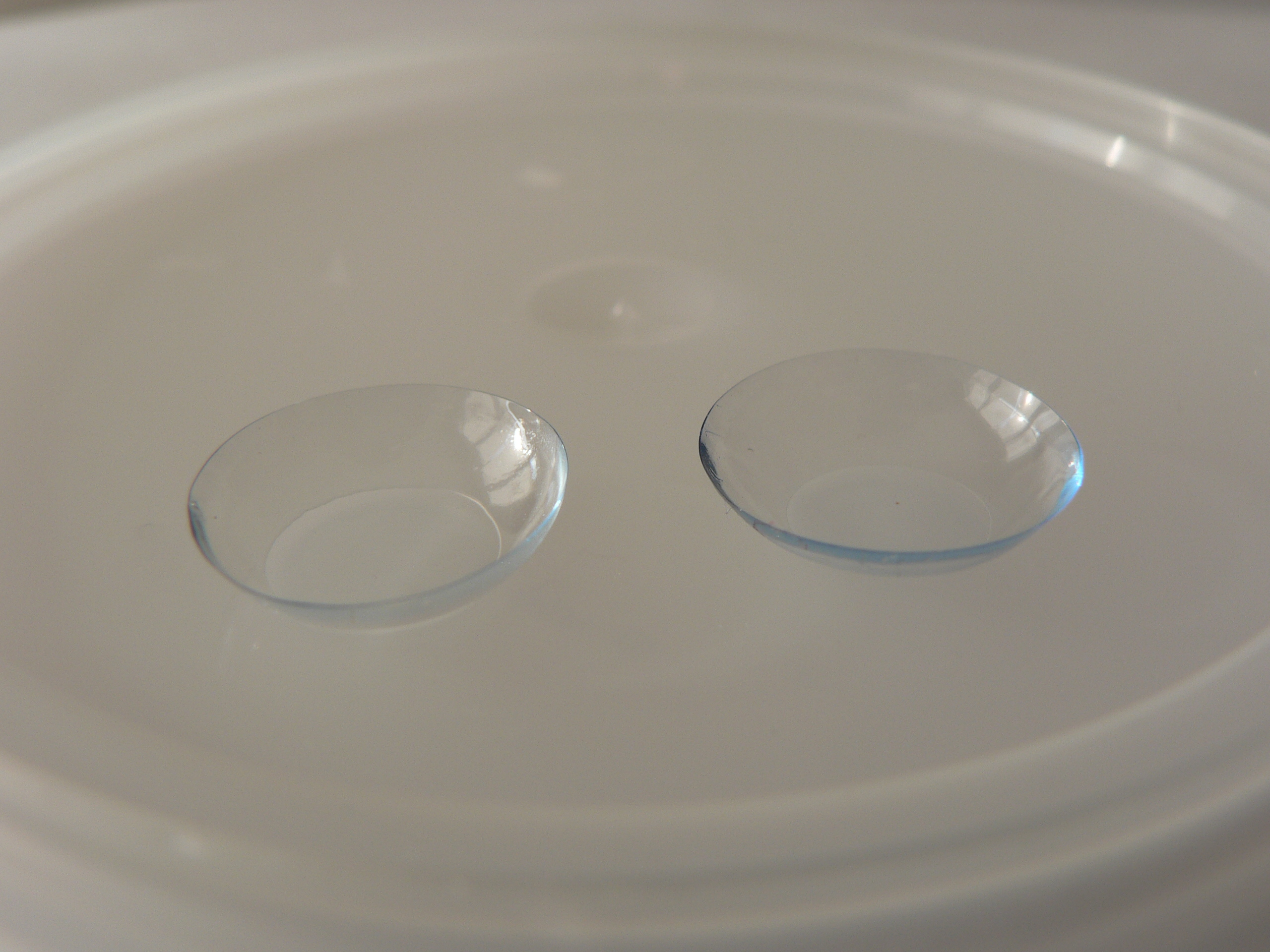
Một đôi kính áp tròng

Kính thuốc là các thấu kính thường đeo trước mắt người để cải thiện tầm nhìn. Ứng dụng phổ biến nhất của nó là để chữa các tật khúc xạ: cận thị, viễn thị, loạn thị, và lão thị. Kính mắt với các thấu kính này được đeo trên mặt gần mắt. Kính áp tròng được đeo trực tiếp lên bề mặt của mắt. Kính nội nhãn được gắn vào bằng phẫu thuật sau khi loại bỏ cườm khô, nhưng cũng có thể dùng cho mục đích chữa tật khúc xạ đơn thuần.

## Đơn cho các thấu kính thuốc
Các thấu kính thuốc thường được các bác sĩ nhãn khoa kê đơn. Đơn thuốc bao gồm tất cả các thông số kỹ thuật cần thiết để làm kính. Các đơn thuốc thường bao gồm các thông số về độ khúc xạ của mỗi bên mắt. Độ khúc xạ thường được quy định với độ chính xác 1/4 đi-ốp (0.25 D) bởi vì hầu hết mọi người thường không thể phân biệt giữa các bước nhảy thấp hơn (ví dụ, 1/8 điốp - 0.125 D). Việc sử dụng ống kính sai độ khúc xạ có thể không hữu ích và thậm chí có thể làm trầm trọng thêm rối loạn thị giác ở hai mắt. Các chuyên gia eyecare (bác sĩ đo thị lực và bác sĩ nhãn khoa) được đào tạo để xác định các ống kính hiệu chỉnh độ khúc xạ cụ thể sẽ tạo ra tầm nhìn rõ ràng, thoải mái và hiệu quả nhất, tránh nhìn một thành nhiều ảnh và tối ưu hóa việc sử dụng kính.

## Tính thẩm mỹ và cân nặng

### Giảm độ dày của thấu kính

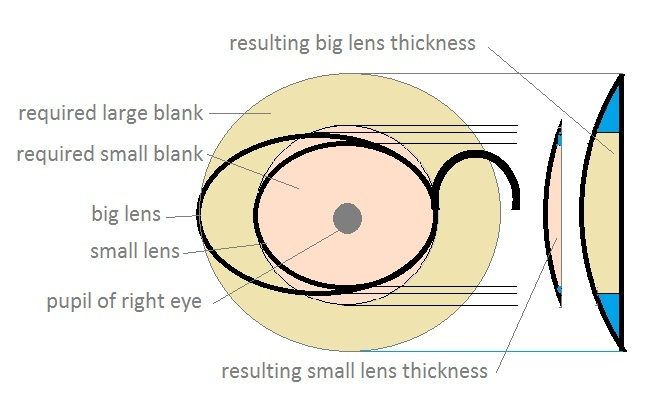
Mối quan hệ thô giữa kích thước ống kính và độ dày của nó với bán kính cong. Lưu ý rằng ngoài diện tích bề mặt nhỏ hơn của nó, thấu kính nhỏ cũng mỏng hơn và nhẹ hơn rất nhiều.

Lưu ý rằng sự cải tiến mỹ phẩm lớn nhất về độ dày (và trọng lượng) của thấu kính có được từ việc chọn một khung kính chứa các thấu kính có kích cỡ nhỏ hơn. Kích thước thấu kính dành cho người lớn phổ biến nhất ở các cửa hàng bán lẻ là khoảng 50 mm (2,0 inch). Có một vài kích thước người lớn cỡ 40 mm (1,6 inch), và mặc dù chúng rất hiếm, có thể làm giảm trọng lượng của thấu kính xuống còn khoảng một nửa của phiên bản 50 mm. Các đường cong ở mặt trước và mặt sau của thấu kính được hình thành lý tưởng là trùng với bán kính cụ thể của hình cầu. Bán kính này do nhà thiết kế thấu kính thiết lập dựa trên sự xem xét theo đơn kính và tính thẩm mỹ. Lựa chọn một thấu kính nhỏ sẽ có nghĩa là bề mặt thấu kính sẽ có phần kính thuốc ít hơn, có nghĩa là ống kính sẽ có một cạnh mỏng hơn (cận thị) hoặc ở trung tâm (viễn thị). Một cạnh mỏng hơn làm giảm ánh sáng đi vào cạnh kính, giảm một nguồn bổ sung của phản xạ nội bộ.